# Stiftung Wendepunkt
Die Stiftung Wendepunkt ist eine christliche Sozialunternehmung mit Hauptsitz im schweizerischen  Muhen und mehreren Standorten im Kanton Aargau. Sie besteht seit 1993 und unterhält vier Tochtergesellschaften. Der Umsatz beträgt rund 26 Millionen Franken und das Eigenkapital 13 Millionen Franken. Die Angebote zur beruflichen und sozialen Integration umfassen:
- Programme zur vorübergehenden Beschäftigung von Stellensuchenden, Schulabgängern und Asylsuchenden
- Integrationsprogramm, Teillohn und langfristige Arbeitsplätze für Sozialhilfebeziehende
- Potenzialabklärungen für Arbeitsmarktintegration
- Integrations- und berufliche Massnahmen im Auftrag der IV
- Angepasste Arbeitsplätze für Menschen mit einer psychischen Leistungsbeeinträchtigung
- Coaching Berufsbildung
- betreutes, teilbetreutes und begleitetes Wohnen
- Kindertagesstätte

Die insgesamt 900 Arbeits-, Abklärungs-, Ausbildungs-, Wohn- und Tagesplätze werden von 200 Fachpersonen geführt.
Die Stiftung Wendepunkt ist ISO-9001-, SODK Ost + und eduQua-zertifiziert und Partnerin von Bund, Kanton, Gemeinden und Wirtschaft. Eine breite Palette an Dienstleistungen in den unterschiedlichsten Bereichen ermöglicht es, Menschen zielgerichtet zu fördern und Aufträge zu Marktbedingungen auszuführen.
Der Stiftung gehören vier Tochterunternehmungen:
- Doppelpunkt AG (Generalunternehmung, Architektur, Holzbau und Malerei)[2]
- Drehpunkt GmbH (Personalvermittlung und -verleih)[3]
- SOVA Social Value GmbH[4]
- Glanzpunkt AG (Dienstleister für Facility Services)[5][6]